# Kurt Steinmann
Kurt Steinmann (* 8. Juni 1945 in Willisau) ist ein Schweizer Altphilologe. Er ist bekannt als Autor zahlreicher Übersetzungen antiker Autoren.

## Leben
Kurt Steinmann arbeitete als Mittelschullehrer in Willisau und Reussbühl. Er ist Mitglied bei P.E.N. und bei Autorinnen und Autoren der Schweiz (AdS). Er übersetzt hauptsächlich aus dem Altgriechischen, z. B. Tragödien von Aischylos, Euripides und Sophokles, Gedichte von Archilochos und Sappho sowie das Handbüchlein der Moral von Epiktet. Aus dem Lateinischen übertrug er u. a. Petrons Satyricon, Petrarcas Besteigung des Mont Ventoux und Erasmus von Rotterdams Lob der Torheit.
2008 machte er durch eine metrische Neuübersetzung der Odyssee auf sich aufmerksam. 2016 erschien seine Übersetzung der Offenbarung des Johannes, 2017 seine Übersetzung der Ilias.

## Werkübersicht
Übersetzungen aus dem Altgriechischen
- Aischylos, Der gefesselte Prometheus (Griechisch/Deutsch, Reclam, 2020)
- Aischylos, Die Orestie (Agamemnon/Choephoren/Eumeniden, Deutsch, Reclam, 2016)
- Aischylos, Die Perser (Griechisch/Deutsch, Reclam, 2017)
- Archilochos, Gedichte (Griechisch/Deutsch, Insel, 1998, Reclam 2021)
- Diogenes Laertios, Das Leben des Diogenes von Sinope (Deutsch, Diogenes, 1999)
- Epiktet, Handbüchlein der Moral (Griechisch/Deutsch, Reclam, 1992)
- Euripides, Alkestis (Griechisch/Deutsch, Reclam, 1981)
- Euripides, Die Troerinnen (Griechisch/Deutsch, Reclam, 1987)
- Euripides, Die Bakchen (Deutsch, Insel, 1999)
- Euripides, Elektra (Deutsch, Reclam, 2005)
- Euripides, Hekabe (Griechisch/Deutsch, Reclam, 2009)
- Euripides, Hippolytos (Deutsch, Diogenes, 2019)
- Euripides, Medea (Deutsch, Manesse, 2022)
- Hippokrates, Der Eid des Arztes. Von der heiligen Krankheit (Griechisch/Deutsch, Insel, 1996)
- Homer, Odyssee (Deutsch, Manesse, 2007)
- Homer, Ilias (Deutsch, Manesse, 2017)
- Longos, Daphnis und Chloe (Deutsch, Manesse, 2019)
- Neues Testament, Die Apokalypse (Deutsch, Manesse, 2016)
- Platon, Apologie des Sokrates (Manesse, 2023)
- Sappho, Die schönsten Gedichte um Sappho (Griechisch/Deutsch, Diogenes, 2002)
- Sophokles, König Ödipus (Deutsch, Reclam, 1989, Griechisch/Deutsch, Reclam, 2019)
- Sophokles, Ödipus auf Kolonos (Deutsch, Reclam, 1996)
- Sophokles, Antigone (Deutsch, Reclam, 2016)
- Sophokles, Philoktet (Deutsch, Diogenes, 2022)
- Theophrast, Charaktere (Deutsch, Insel, 2000)

Übersetzungen aus dem Lateinischen
- Apuleius, Das Märchen von Amor und Psyche (Lateinisch/Deutsch, Reclam, 1978)
- Erasmus von Rotterdam, Vertrauliche Gespräche (Deutsch, Diogenes, 2000)
- Erasmus von Rotterdam, Die Klage des Friedens (Deutsch, Insel, 2001)
- Erasmus von Rotterdam, Das Lob der Torheit (Deutsch, Manesse, 2002)
- Petrarca, Die Besteigung des Mont Ventoux (Lateinisch/Deutsch, Reclam, 1995)
- Petron, Satyricon (Deutsch, Manesse, 2004)

Verschiedenes
- (div.), Meisterstücke der griechischen und römischen Literatur (Deutsch, Reclam, 1998)
- Henzi, Samuel, Grisler, ou l’ambition punie (Französisch/Deutsch, Edition Theaterkultur, 1996)

## Ehrungen
- 1983: Förderpreis der Luzerner Literaturförderung
- 1985: 1. Preis beim Coop-Kurzgeschichten-Wettbewerb
- 1991: Preis der Berner Radiostiftung
- 2003: Werkpreis Pro Helvetia
- 2008: Kunst- und Kulturpreis der Stadt Luzern (für die Übersetzung der Odyssee)
- 2018: Paul Scheerbart-Preis für seine Neuübersetzung der Ilias
- 2019: Johann-Heinrich-Voß-Preis für Übersetzung für seine Übertragungen aus dem Altgriechischen und Lateinischen
- 2019: Akademie-Preis der Bayerischen Akademie der Wissenschaften